# Alhassan Kamara
Alhassan A. Kamara (* 13. Januar 1993 in Freetown) ist ein sierra-leonischer Fußballspieler. Der Stürmer, der den Spitznamen „Crespo“ nach dem argentinischen Stürmer Hernán Crespo trägt, bestritt seine bisherige Profikarriere in seinem Heimatland und in Schweden.

## Werdegang
Kamara begann seine Karriere beim FC Kallon in der Premier League seines Heimatlandes. Im Sommer 2011 wechselte er nach Schweden, wo ihn der mehrfach bei der Vermittlung sierra-leonischer Spieler nach Schweden erfolgreiche Spielervermittler Patrick Mörk zum Drittligisten Bodens BK lotste. Dort erzielte er bis zum Jahresende vier Tore, ehe ihn der Erstligist AIK bis Ende 2015 unter Vertrag nahm. Am ersten Spieltag der Spielzeit 2012 debütierte er beim 0:0-Unentschieden gegen Mjällby AIF als Einwechselspieler für Martin Kayongo-Mutumba in der Allsvenskan. Nach einer Verletzung für die Reservemannschaft kam er in der Folge unregelmäßig zum Einsatz. Im Sommer verlieh ihn der Klub an den im Abstiegskampf befindlichen Ligakonkurrenten Örebro SK. Dort erzielte er vier Tore in acht Saisonspielen, dennoch stieg der Klub in die Superettan ab. Parallel spielte er sich in die sierra-leonische Nationalmannschaft. Im Januar erneuerten die Vereine das Leihgeschäft für das gesamte Jahr 2013. Nach sechs Toren in zwölf Spielen in der zweiten Spielklasse holte AIK ihn im Sommer zurück. In der ersten Liga blieb ihm nur die Rolle des Ergänzungsspielers, unter Trainer Andreas Alm kam er in der zweiten Hälfte der Spielzeit 2013 zu drei Saisoneinsätzen als Einwechselspieler.
Im Dezember 2013 einigten sich AIK und Örebro SK über einen Wechsel, bei ÖSK unterschrieb er einen mehrjährigen Vertrag. Beim Erstligaaufsteiger avancierte er in der Spielzeit 2014 zum erfolgreichsten Stürmer, mit 14 Saisontoren platzierte er sich gemeinsam mit seinem Mannschaftskameraden Marcus Pode unter den besten zehn Torschützen der Meisterschaft und führte den Klub auf den sechsten Tabellenplatz.